# トミスラヴ・カラジョルジェヴィチ
トミスラヴ・カラジョルジェヴィチ（セルビア語:Томислав Карађорђевић, 1928年1月29日 - 2000年7月12日）は、旧ユーゴスラビア王国の王族。アレクサンダル1世とその妻マリア王妃の第二子、次男。

## 生涯

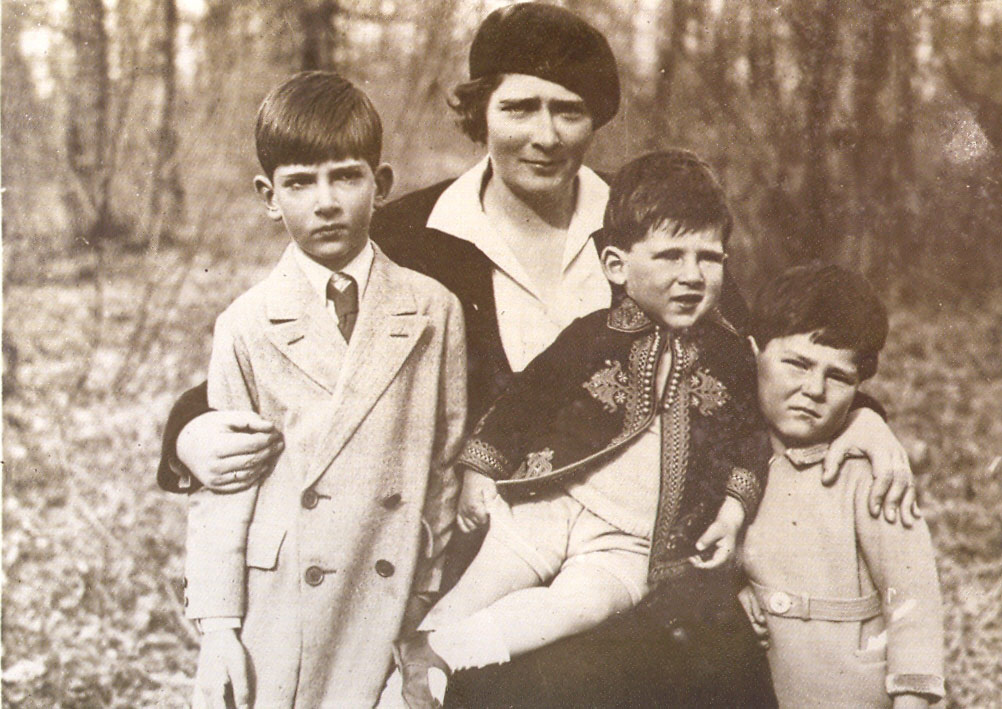
母のマリアと
左からペータル・トミスラヴ・アンドレイ

トミスラヴは1928年1月19日、セルビア正教会が使用するユリウス暦で神現祭に当たる日に、ベオグラードの王宮で生まれた。「トミスラヴ」の洗礼名は中世クロアチアの英雄トミスラヴ王に因むものである。
トミスラヴの誕生時、父はまだセルブ・クロアート・スロヴェーン王国の国王であった。母はルーマニア王フェルディナンド1世の次女であり、その母（トミスラヴの祖母）ルーマニア王妃マリアがイギリス女王ヴィクトリアの次男エディンバラ公アルフレッドの長女であったため、誕生時のイギリスの王位継承権は16位であった。
トミスラヴはベオグラードの王宮で初等教育を受け、その後イギリスに留学し、1937年から1941年までサリー州コバムにあるサンドロイド校で、1941年から1946年までアウンドル校で、1946年から1947年までケンブリッジ大学クレア・カレッジで学んだ。この間、兄の国王ペータル2世は第2次世界大戦の開始と同時に枢軸国の侵略を受けてイギリスに亡命し、1945年にユーゴスラビア王国は共産主義政権の成立に伴って消滅した。
ケンブリッジ大学を出た後、王族としての身分を失ったトミスラヴは果樹栽培で身を立てることにした。トミスラヴは農業大学に通う傍ら、ケント州の果樹園で作男として働いた。トミスラヴは1950年にウェスト・サセックスの農場を買い取り、リンゴ農園を経営した。
共産主義政権の崩壊後、トミスラヴは旧ユーゴスラビア王族の中では最も早く父祖の国セルビアに帰国し、祖父ペータル1世がオプレナツに建てていた屋敷に住んだ。やがてこの屋敷にはアレクサンダル1世の子供の中で唯一生き残っているトミスラヴ王子に会いたいという人々が押し掛けるようになった。
トミスラヴは妻のリンダと一緒にたびたびセルビア共和国およびクライナ・セルビア人共和国の兵士たちを慰問し、また援助を行ったことで、セルビア人たちのあいだで非常に人気が高まった。トミスラヴをボスニア・ヘルツェゴヴィナ地域に住むセルビア人の君主に推戴しようという声もあったが、こうした王政復古的な意見は当該地域の政治指導者たちにまともに取り上げられることはなかった。1995年、トミスラヴはクライナ・セルビア人共和国がクロアチア軍の嵐作戦によって崩壊した時に、同胞を「見捨てた」と公の場でセルビア共和国大統領スロボダン・ミロシェヴィッチを非難し、これ以後はメディアに取り上げられることは激減した。
トミスラヴは2000年7月12日に亡くなり、オプレナツの聖ジョルジェ教会にあるカラジョルジェヴィチ家の墓所に埋葬された。葬儀には数千人が参列した。

## 結婚と子女
1957年、バーデン大公家家長ベルトルトの娘マルガレーテと結婚し、あいだに一男一女をもうけたが、1981年に離婚した。
- ニコラ（1958年 - ）
- カタリナ（1959年 - ）

1982年にリンダ・ボニーと再婚し、息子を2人もうけた。
- ジョルジェ（1984年 - ）
- ミハイロ（1985年 - ）